# Barthélemy Digneffe
Barthélemy Digneffe, né 1724 à Liège où il meurt le 14 juin 1784, est un architecte baroque liégeois qui œuvra principalement dans la région de Liège-Aix-la-Chapelle-Maastricht.

## Biographie
Barthélemy Digneffe est baptisé le 6 octobre 1724 dans l'église Saint-Nicolas d'Outremeuse.
Avec les Liégeois Jean-Gille Jacob, Jacques-Barthélemy Renoz et Etienne Fayen, les Aixois Laurenz Mefferdatis, Joseph Moretti et Johann Joseph et Jakob Couven (nl) et les Maastrichtois François (nl), Matheius (nl) et Mathias Soiron (nl), il peut être considéré comme un des principaux architectes baroques dans la principauté de Liège. 
Digneffe travailla principalement dans le style Louis XVI, qui s'est propagé depuis la France à la fin du XVIIIe siècle et très populaire dans le pays de Liège.
En 1762, les bourgmestres de Spa, Lambert Xhrouet et Gérard de Leau demandèrent à Digneffe de concevoir un immeuble qui rendrait la vile de Spa plus attrayante pour les invités aristocratiques qui manquaient de divertissement appropriés. La Redoute est devenue un bâtiment impressionnant qui fut très à la mode avec sa salle de bal, une salle de jeux et un théâtre. En raison d'un certain nombre d'incendies, de rénovations et d'extensions ultérieures, la main de Digneffe est à peine perceptible dans le complexe actuel.
Les deux derniers projets de Digneffe, l'hôtel de Hayme de Bomal et le château d'Amstenrade, ont été commandés par le riche banquier liégeois, Nicolaas Willems (qui avait précédemment fait construire l'hôtel d'Ansembourg d'après les plans de Johann Joseph Couven). Le nouvel hôtel liégeois était destiné à son cousin Jean-Baptiste de Hayme de Bomal. Pendant la période française (1793-1815), l'hôtel de luxe fut hôtel de la préfecture qui reçut à la fois l'empereur français Napoléon Bonaparte et le général prussien von Blücher. Le château d'Amstenrade a été acquis par Willems en 1779. Il démolit le vieux château, supprime les canaux, mais préserve la tour carrée. Digneffe a été chargé de concevoir un bâtiment en forme de U, mais en raison du manque de fonds suffisants, l'aile orientale n'a pas été réalisée.

## Réalisations
- 1758 : Reconstruction d'une partie de l'abbaye Saint-Laurent, à Liège
- 1762-1770 : Église de l'abbaye des Prémontrés, à Liège.
- 1762 : Grand Hôtel, à Spa (aujourd'hui Hôtel de Ville de Spa).
- 1762 - 1769 : La Redoute, à Spa (casino).
- vers 1766: Église du Saint-Sacrement, Liège
- 1767 : Théâtre de la Batte, à Liège
- 1770-1771 : Hôtel de ville de Theux
- 1774-1775 : Maison du chevalier de Limbourg, à Theux.
- 1775 environ : Hôtel de Hayme de Bomal, à Liège (en Féronstrée et quai de Maestricht).
- 1781-1784 : Plans pour la reconstruction du château d'Amstenrade.